# Zalas (województwo małopolskie)
Zalas – wieś w Polsce, położona w województwie małopolskim, w powiecie krakowskim, w gminie Krzeszowice. Zalas graniczy z Grojcem, Tenczynkiem, Frywałdem, Sanką, Rudnem i z przysiółkiem Rybnej – Wrzosami. Wieś położona jest na Garbie Tenczyńskim.

## Integralne części wsi
| SIMC    | Nazwa           | Rodzaj     |
| ------- | --------------- | ---------- |
| 0324926 | Cygański Koniec | część wsi  |
| 0324932 | Obora           | część wsi  |
| 0324949 | Podlesie        | część wsi  |
| 0324961 | Rogatka         | przysiółek |
| 0324955 | Ścięgno         | część wsi  |
| 0324978 | Tataruchy       | przysiółek |

## Historia
Wieś wzmiankowana została w 1254. Wokół Zalasu rosły gęste lasy noszące miano Tenczno lub Thanczin i były własnością rodu Toporzyków herbu „Topór”. Nazwa wsi Zalas nawiązuje do otoczenia pobliskich lasów, każdy, kto z sąsiedniej wsi szedł do niej mówił, że idzie „za las”. W starych dokumentach można spotkać 3 nazwy: Zalesie, Zalasie, Zalas. W 1791 liczyła 748 mieszkańców, w tym kilkunastu Żydów. Znana była z garncarstwa, a pod koniec XVIII w. było ich 30, w XIX w. było ponad 60 garncarzy. W XIII w. Zalas podzielony był na dwie części. Wschodnia należała do Tenczyńskich, zachodnia do grodu rycerskiego Krzywosądowiczów znajdującego się w Oborze. Od 1410 Andrzej Tęczyński ściągnął Tatarów i Rusinów, dał im ziemię koło Frywałdu na terenie przysiółka Tataruchy. W 1460 Jan Tęczyński przejął cały Zalas. Wybudowano drogi: z Zalasu do Nawojowej Góry i z Zalasu do Charbielowa, dziś nieistniejącej wioski. Tęczyński rozbudował także miejscowy folwark. W 1595 wieś położona w powiecie proszowskim województwa krakowskiego była własnością wojewodziców krakowskich: Gabriela, Andrzeja i Jana Magnusa Tęczyńskich. Wieś położona w województwie krakowskim wchodziła w 1662 roku w skład hrabstwa tęczyńskiego Łukasza Opalińskiego. Pod koniec XVII w. w Zalasie było 70 domów.
Do 1795 wieś wchodziła w skład powiatu krakowskiego i województwa krakowskiego, a od lipca 1796 do 15 lipca 1809 w skład cyrkułu krakowskiego Galicji Zachodniej. W latach 1815–1846 wieś położona była na terenie Wolnego Miasta Krakowa, potem w zaborze austriackim.
W latach 1846–1853 wieś wchodziła w skład powiatu krakowskiego. W poł. XIX w. powstał kamieniołom Barach. W 1862 powstała drewniana szkoła, w 1908 murowana, a w 1900 miejscowa straż pożarna.
W listopadzie 1914, w obawie przed ofensywą rosyjską, do Zalasu ewakuowano mieszkańców podkrakowskich Bronowic Małych
W miejscowości znajduje się wybudowany w latach 1905–1910 kościół neogotycki, fundacji Potockich z pobliskich Krzeszowic. Obok niego drewniana dzwonnica z początku XVIII w., w otoczeniu dwie lipy drobnolistne – pomnik przyrody z 29 maja 1967, innym pomnikiem przyrody jest lipa wielkolistna (pomnik z 29 maja 1967, ul. ks. Piotra Pawła Gawlikowskiego 110). Przy miejscowej parafii działa jedyne w Polsce pokutne Bractwo św. Marii Magdaleny, zatwierdzone przez papieża Klemensa XI w 1710.
W czasie II Rzeczypospolitej wieś należała do powiatu chrzanowskiego w województwie krakowskim. Od 26 października 1939 do 18 stycznia 1945 wieś należała do gminy Kressendorf w Landkreis Krakau, dystryktu krakowskiego w Generalnym Gubernatorstwie. W latach 1954–1972 istniała gromada Zalas. W latach 1973–1976 miejscowość należała do gminy Tenczynek. W 1972 wybudowano nowy budynek szkolny. W latach 1975−1998 miejscowość administracyjnie należała do województwa krakowskiego. W 1987 powstała remiza strażacka. Od 1998 działa Ludowy Klub Sportowy Victoria Zalas.
Miejscowość zamieszkują wyznawcy Kościoła rzymskokatolickiego i Świadków Jehowy.

## Zabytki
Obiekt wpisany do rejestru zabytków nieruchomych województwa małopolskiego.
- Dzwonnica przy kościele parafialnym, otoczenie w obrębie ogrodzenia przykościelnego, starodrzew.

### Inne
We wrześniu 2008 we wsi ustawiono postument upamiętniający pochodzącego z niej lotnika z czasów II wojny światowej Stanisława Józefa Chałupę.

## Miejsca
We wschodniej części miejscowości znajduje się duży kamieniołom porfiru z bocznicą kolejową biegnącą z krzeszowickiej stacji kolejowej. Na południowym krańcu wsi znajduje się pomnik przyrody Łom z uskokiem na wzgórzu Zręby – widoczne w odsłonięciu skały: porfir i nakrywające go osady jury środkowej i górnej przecięte są uskokiem powstałym w trzeciorzędzie i obniżone o ok. 7 m. po jego prawej (południowej) stronie. Na północnych krańcach Zalasu przebiega autostrada A4 (E40), a za nią rozciąga się Las Zwierzyniecki w Tenczyńskim Parku Krajobrazowym. W kompleksie leśnym Orley, w południowej części wsi znajduje się były kamieniołom porfiru, powstały w 1932, a eksploatowany do 1966.
- Wzgórza: Buca Góra (369 m n.p.m.), Liguniowa Góra (359 m n.p.m.), Zalaska (380 m n.p.m.), Zręby (377,6 m n.p.m.)
- Części wsi: Cygański Koniec, Obora, Podlesie, Ścięgno.
- Przysiółki: Rogatka i Tataruchy.
- Osady: Wrzosy